# 本多助之
本多 助之（ほんだ すけゆき）は、江戸時代中期の信濃国飯山藩の世嗣。官位は従五位下・若狭守。

## 略歴
元文3年（1738年）、4代藩主・本多助盈の長男として誕生。元文元年（1736年）生まれとも。正室は堀田正亮の娘。子に本多助受（長男）、本多道福室。
宝暦3年（1753年）に9代将軍・徳川家重に初御目見したが、家督相続以前に死去した。代わって、長男・助受が嫡子となり、祖父・助盈から家督を継いだ。
3代藩主・本多助有の子という説もある。